# Hichem Merazka
Pour les articles homonymes, voir Merazka.
Hichem Merazka (en arabe : هشام مرزقة) est un footballeur algérien né le 23 mars 1987 à Biskra. Il évolue au poste d'avant-centre au WR M'Sila.

## Biographie
Il évolue en première division algérienne avec les clubs, du CA Batna et de l'US Biskra. Il dispute actuellement 44 matchs en inscrivant neuf buts en Ligue 1.